# Nūn
Nūn (in arabo نون‎? /nuːn/) è la venticinquesima lettera dell'alfabeto arabo. Nella numerazione abjad essa assume il valore 50.

## Origine
Questa lettera deriva secondo alcuni da  dell'alfabeto nabateo, secondo altri da ܢܢ dell'alfabeto siriaco. In ogni caso deriva da nun dell'alfabeto aramaico (), che nacque dalla nun dell'alfabeto fenicio (), generata dalla nahs dell'alfabeto proto-cananeo ().

## Fonetica
Foneticamente corrisponde alla nasale alveolare ([n]). Corrisponde, cioè, alla n dell'alfabeto latino.

## Scrittura e traslitterazione
Nūn viene scritta in varie forme in funzione della sua posizione all'interno di una parola:
| Forma isolata | Forma finale | Forma intermedia | Forma iniziale |
| ﻥ             | ـن…          | …ـنـ…            | …نـ            |

Nella traslitterazione dall'arabo è comunemente associata a n.

## Sintassi
Nūn è una lettera solare. Ciò significa che quando ad una parola che inizia con questa lettera bisogna anteporre l'articolo determinativo (ال alif lām, al), è necessario pronunciarlo come se al posto della lettera lām ci fosse una seconda nūn.
Ad esempio نور (nūr, luce) diventa النور (al-nūr, la luce), che si pronuncia [anˈnuːr].